# Fuentidueña
Fuentidueña es un municipio y localidad española de la provincia de Segovia, en la comunidad autónoma de Castilla y León. Situada en el extremo norte de la provincia, la villa de Fuentidueña se alza sobre un estrecho valle formado por el río Duratón, situación geográfica única que explica la importancia de la villa durante la Edad Media.

## Geografía

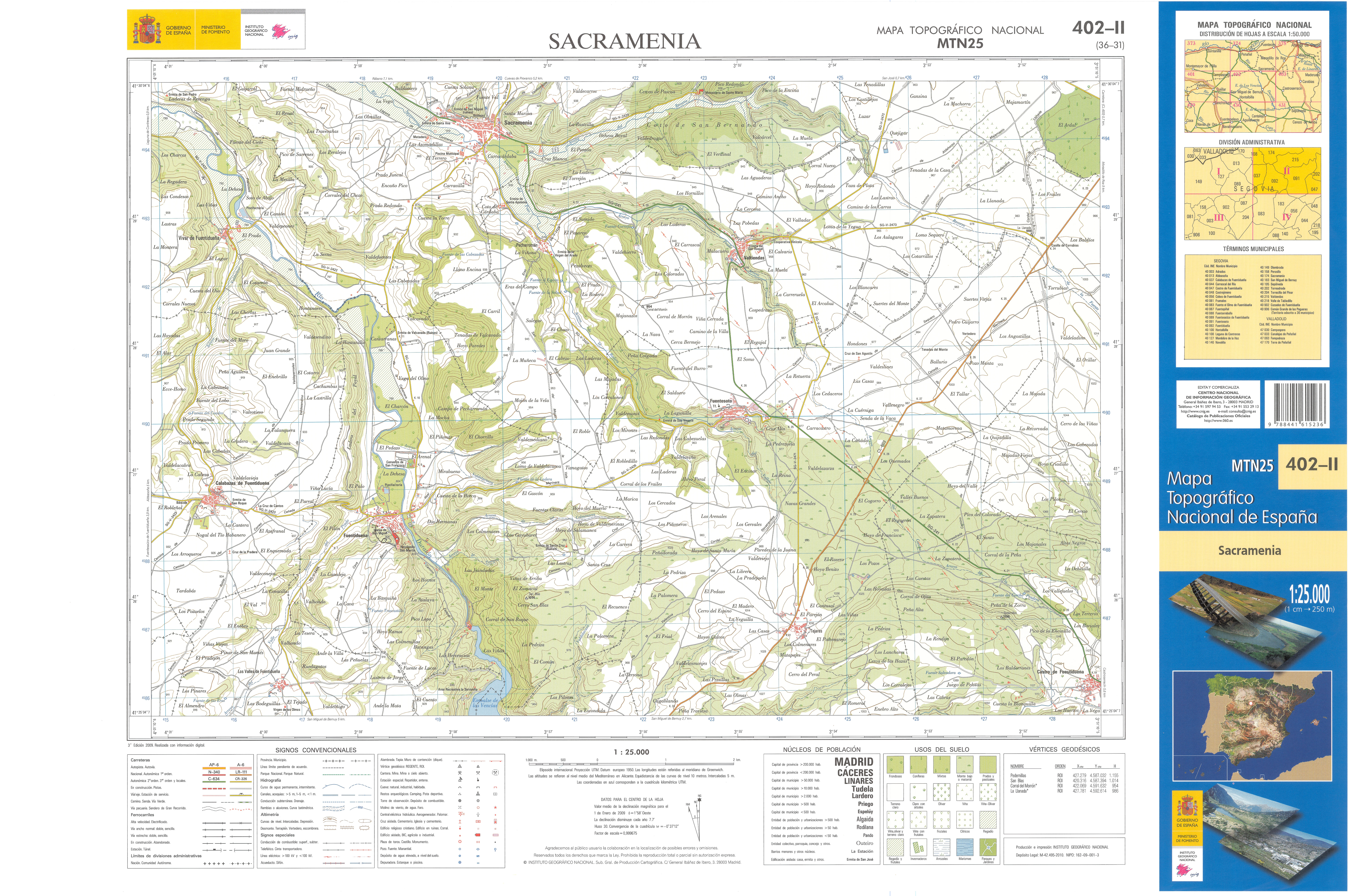
Fragmento de la hoja 402 del Mapa Topográfico Nacional de España de 2009 en el que se representa Fuentidueña

El municipio de Fuentidueña se encuentra situado en la zona central de la península ibérica, en el extremo norte de la provincia de Segovia, y tiene una superficie de 50,55 km².
| Noroeste: Vivar de Fuentidueña  | Norte: Sacramenia         | Noreste: Pecharromán |
| Oeste: Calabazas de Fuentidueña |                           | Este: Fuentesoto     |
| Suroeste: Valles de Fuentidueña | Sur: San Miguel de Bernuy | Sureste: Tejares     |

### Clima
El clima de Fuentidueña está influido por la elevada altitud y su alejamiento de la costa, sus principales características son:
- La temperatura media anual es de 11,50 °C con una importante oscilación térmica entre el día y la noche que puede superar los 20 °C. Los inviernos son largos y fríos, con frecuentes nieblas y heladas, mientras que los veranos son cortos y calurosos, con máximas en torno a los 30 °C, pero mínimas frescas, superando ligeramente los 13 °C.
- Las precipitaciones anuales son escasas (514,10 mm) pero se distribuyen de manera relativamente equilibrada a lo largo del año excepto en el verano que es la estación más seca (82,20 mm). Las montañas que delimitan la meseta retienen los vientos y las lluvias, excepto por el oeste, donde la ausencia de grandes montañas abre un pasillo al océano Atlántico por el que penetran la mayoría de las precipitaciones que llegan a Fuentidueña.

| Precipitaciones por estación (mm) |        |        |          |        |
| Primavera                         | Verano | Otoño  | Invierno | TOTAL  |
| 149,40                            | 82,20  | 141,10 | 141,40   | 514,10 |

En la clasificación climática de Köppen se corresponde con un clima Csb (oceánico mediterráneo), una transición entre el Csa (mediterráneo) y el Cfb (oceánico) producto de la altitud. A diferencia del mediterráneo presenta un verano más suave, pero al contrario que en el oceánico hay una estación seca en los meses más cálidos.
| Parámetros climáticos promedio de San Miguel de Bernuy en el periodo 1961-2003 | Parámetros climáticos promedio de San Miguel de Bernuy en el periodo 1961-2003 | Parámetros climáticos promedio de San Miguel de Bernuy en el periodo 1961-2003 | Parámetros climáticos promedio de San Miguel de Bernuy en el periodo 1961-2003 | Parámetros climáticos promedio de San Miguel de Bernuy en el periodo 1961-2003 | Parámetros climáticos promedio de San Miguel de Bernuy en el periodo 1961-2003 | Parámetros climáticos promedio de San Miguel de Bernuy en el periodo 1961-2003 | Parámetros climáticos promedio de San Miguel de Bernuy en el periodo 1961-2003 | Parámetros climáticos promedio de San Miguel de Bernuy en el periodo 1961-2003 | Parámetros climáticos promedio de San Miguel de Bernuy en el periodo 1961-2003 | Parámetros climáticos promedio de San Miguel de Bernuy en el periodo 1961-2003 | Parámetros climáticos promedio de San Miguel de Bernuy en el periodo 1961-2003 | Parámetros climáticos promedio de San Miguel de Bernuy en el periodo 1961-2003 | Parámetros climáticos promedio de San Miguel de Bernuy en el periodo 1961-2003 |
| Mes | Ene.                                                                           | Feb.                                                                           | Mar.                                                                           | Abr.                                                                           | May.                                                                           | Jun.                                                                           | Jul.                                                                           | Ago.                                                                           | Sep.                                                                           | Oct.                                                                           | Nov.                                                                           | Dic.                                                                           | Anual                                                                          |
| --- | ------------------------------------------------------------------------------ | ------------------------------------------------------------------------------ | ------------------------------------------------------------------------------ | ------------------------------------------------------------------------------ | ------------------------------------------------------------------------------ | ------------------------------------------------------------------------------ | ------------------------------------------------------------------------------ | ------------------------------------------------------------------------------ | ------------------------------------------------------------------------------ | ------------------------------------------------------------------------------ | ------------------------------------------------------------------------------ | ------------------------------------------------------------------------------ | ------------------------------------------------------------------------------ |
| Temp. media (°C) | 3.40                                                                           | 5.00                                                                           | 8.10                                                                           | 9.20                                                                           | 13.80                                                                          | 17.80                                                                          | 20.90                                                                          | 20.90                                                                          | 16.20                                                                          | 11.60                                                                          | 6.80                                                                           | 4.30                                                                           | 11.50                                                                          |
| Precipitación total (mm) | 50.90                                                                          | 42.00                                                                          | 38.20                                                                          | 51.80                                                                          | 59.40                                                                          | 42.80                                                                          | 22.60                                                                          | 16.80                                                                          | 33.60                                                                          | 50.20                                                                          | 57.30                                                                          | 48.60                                                                          | 514.10                                                                         |
| Fuente: Ministerio de Agricultura, Alimentación y Medio Ambiente. Datos de precipitación para el periodo 1961-2003 y de temperatura para el periodo 1987-2003 en San Miguel de Bernuy 4 de octubre de 2012 |                                                                                |                                                                                |                                                                                |                                                                                |                                                                                |                                                                                |                                                                                |                                                                                |                                                                                |                                                                                |                                                                                |                                                                                |                                                                                |

La inversión térmica es frecuente en Fuentidueña, especialmente en invierno, en situaciones anticiclónicas fuertes que impiden el ascenso del aire y concentran la poca humedad en el valle del río Duratón, dando lugar a nieblas persistentes y heladas. Este fenómeno finaliza cuando al calentarse el aire que está en contacto con el suelo se restablece la circulación normal en la troposfera; suele ser cuestión de horas, pero en condiciones meteorológicas desfavorables la inversión puede persistir durante días.

## Historia
El caserío que en origen se localizó en lo alto de la ladera, en el entorno del castillo y la iglesia de San Martín se va desplazando hacia la ribera, en un proceso que se ha ido acelerando en las últimas décadas, ocupando en la actualidad el tercio inferior del recinto amurallado y la zona extramuros contigua, zona que ya era vital en la Edad Media como atestigua la existencia del puente y la iglesia románica de Santa María.
A pesar de los problemas que causaron las aceifas de Abderramán II durante la primera mitad del siglo X y las terribles y siempre victoriosas incursiones de Almanzor durante la segunda mitad del siglo, la comarca debió ser repoblada muy tempranamente, siendo uno de los núcleos de repoblación más antiguos de la provincia.
La piedra de la calle Pósito

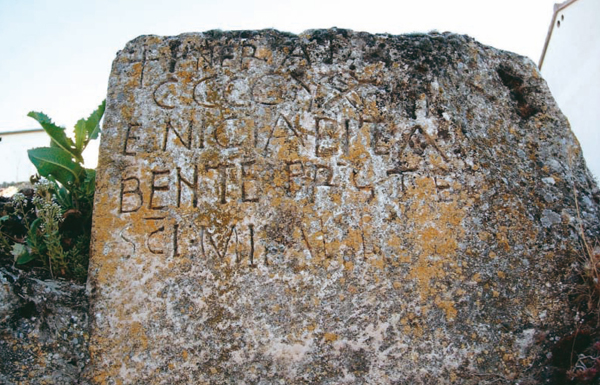
La piedra se encuentra coronando un murete entre las calles Pósito y San Miguel Alta, dentro del recinto amurallado en el lugar llamado La Tercia.

Se trata de una piedra con inscripción fechada en 1002 que, según César Herrero, podría conmemorar la última campaña de Almanzor previa a la de Calatañazor. Según este autor, la traducción de la inscripción de la piedra podría ser la siguiente:

Aquí entablaron batalla alrededor de 400 caballeros y peones, Dios los tenga en su gloria, a los que,¡he aquí, Señor!, heriste de muerte y que parten hacia ti. Hazles partícipes, oh Señor, de tu salvación. Año 1002.

La segunda mitad del siglo XII y todo el siglo XIII debió ser la época dorada de la villa, que se rodeó de una amplia muralla, que pronto quedaría desbordada por el lado septentrional, como atestigua la existencia del templo románico de Santa María, convirtiéndose a comienzos del siglo XIII, en Comunidad de Villa y Tierra. A partir del siglo XIV, como consecuencia de la pérdida de la función militar y administrativa que fue la base de su existencia, se produce el lento declinar de la villa. 
En la actualidad, la antigua Comunidad de Villa y Tierra de Fuentidueña mantiene aún su estructura y su cabeza en esta villa, agrupando a 21 pueblos.
El 14 de marzo de 2007 el casco histórico de Fuentidueña fue declarado bien de interés cultural en la categoría de conjunto histórico.

## Demografía
Evolución de la población
| Gráfica de evolución demográfica de Fuentidueña entre 1828 y 2021 |
| |
| Población según el Diccionario geográfico-estadístico de España y Portugal de Sebastián Miñano. Población de derecho (1842-1991, excepto 1857 y 1860 que es población de hecho) o población residente (2001-2011) según los censos de población desde 1842 Población según el padrón municipal de 2021 del INE |

## Símbolos
El escudo heráldico y la bandera que representan al municipio fueron aprobados oficialmente el 25 de septiembre de 2014. El escudo se blasona de la siguiente manera: 

Escudo español cuadrilongo de base redondeada. Partido: 1.°, en campo de gules (rojo), un menguante de plata y la punta también de plata, 2.°, en campo de azur (azul), una muralla con puerta entre dos torres, todo de oro, y en punta una fuente de oro. Al timbre corona real cerrada que consiste en un círculo de oro engastado de piedras preciosas, sumado de ocho florones de hojas de acanto, de los cuales tres aparecen ocultos y visibles cinco, interpoladas de perlas y de cuyas hojas salen sendas diademas sumadas de perlas, que convergen en un mundo de azur (azul) con el semimeridiano y el ecuador de oro sumado de cruz de oro. La corona forrada de gules (rojo).
Boletín Oficial de Castilla y León nº 48/2015 de 11 de marzo de 2015

La descripción textual de la bandera es la siguiente:

Paño de proporciones 1/1, ancho por largo. Partida por mitad vertical, al asta, en campo rojo un menguante de plata y el tercio al borde inferior de plata, al batiente, en campo azul, una muralla con puerta entre dos torres, todo de oro y en lo bajo una fuente de oro.
Boletín Oficial de Castilla y León nº 48/2015 de 11 de marzo de 2015

## Administración y política
| Periodo   | Nombre                  | Partido |
| --------- | ----------------------- | ------- |
| 1979-1983 | Clodoaldo Díez Galindo  | UCD     |
| 1983-1987 | Gratiniano Díez Regidor | CDS     |
| 1987-1991 | Antonino Díez Díez      | CDS     |
| 1991-1995 | Antonino Díez Díez      | PP      |
| 1995-1999 | Clodoaldo Díez Galindo  | PP      |
| 1999-2003 | Clodoaldo Díez Galindo  | PP      |
| 2003-2007 | Fernando Pérez Díez     | PP      |
| 2007-2011 | Fernando Pérez Díez     | PP      |
| 2011-2015 | Fernando Pérez Díez     | PP      |
| 2015-2019 | Fernando Pérez Díez     | PP      |
| 2019-2023 | Fernando Pérez Díez     | PP      |
| 2023-act. | Antonio Martín Arévalo  | PP      |

## Patrimonio

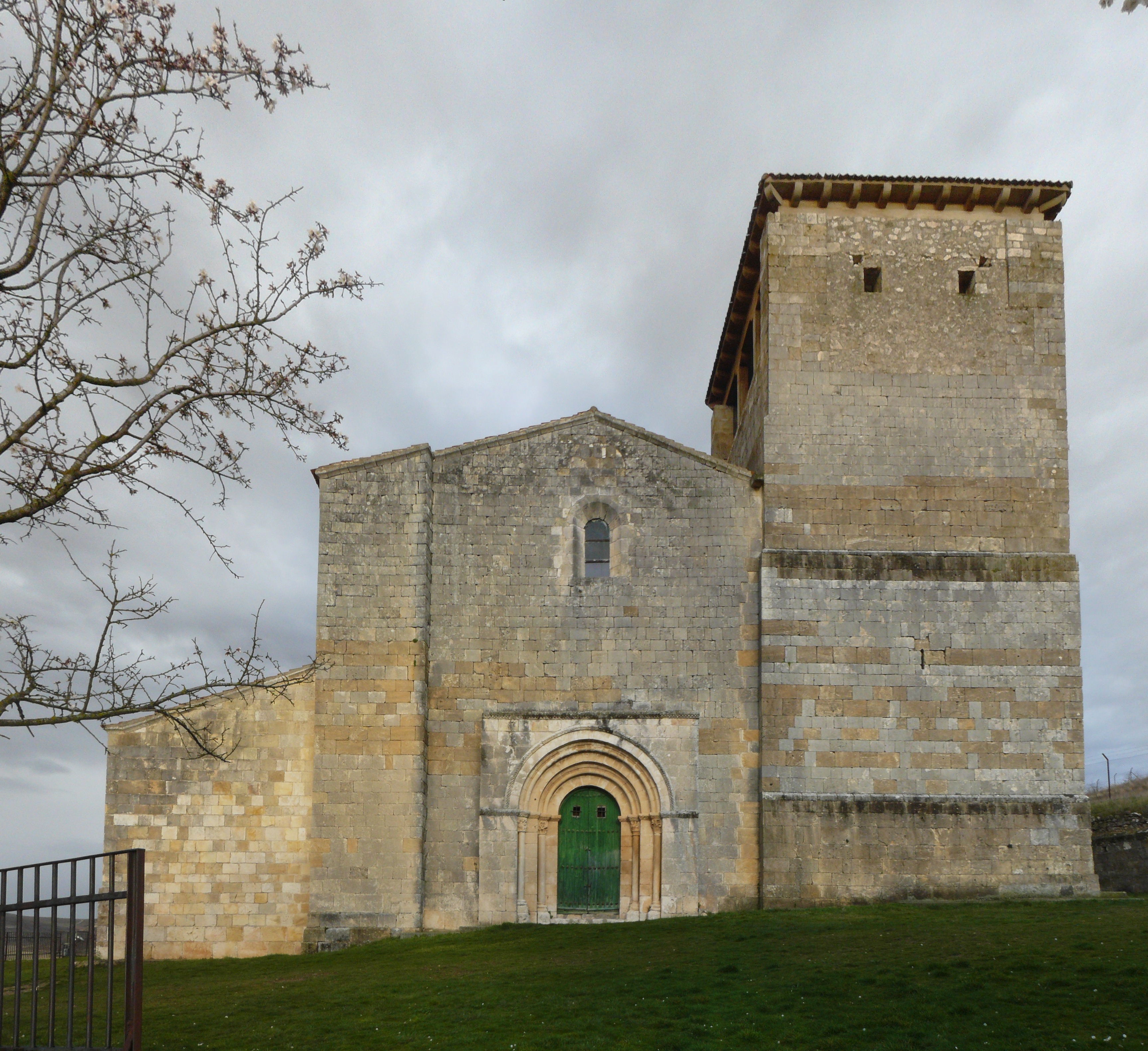
Iglesia de San Miguel, vista desde el oeste

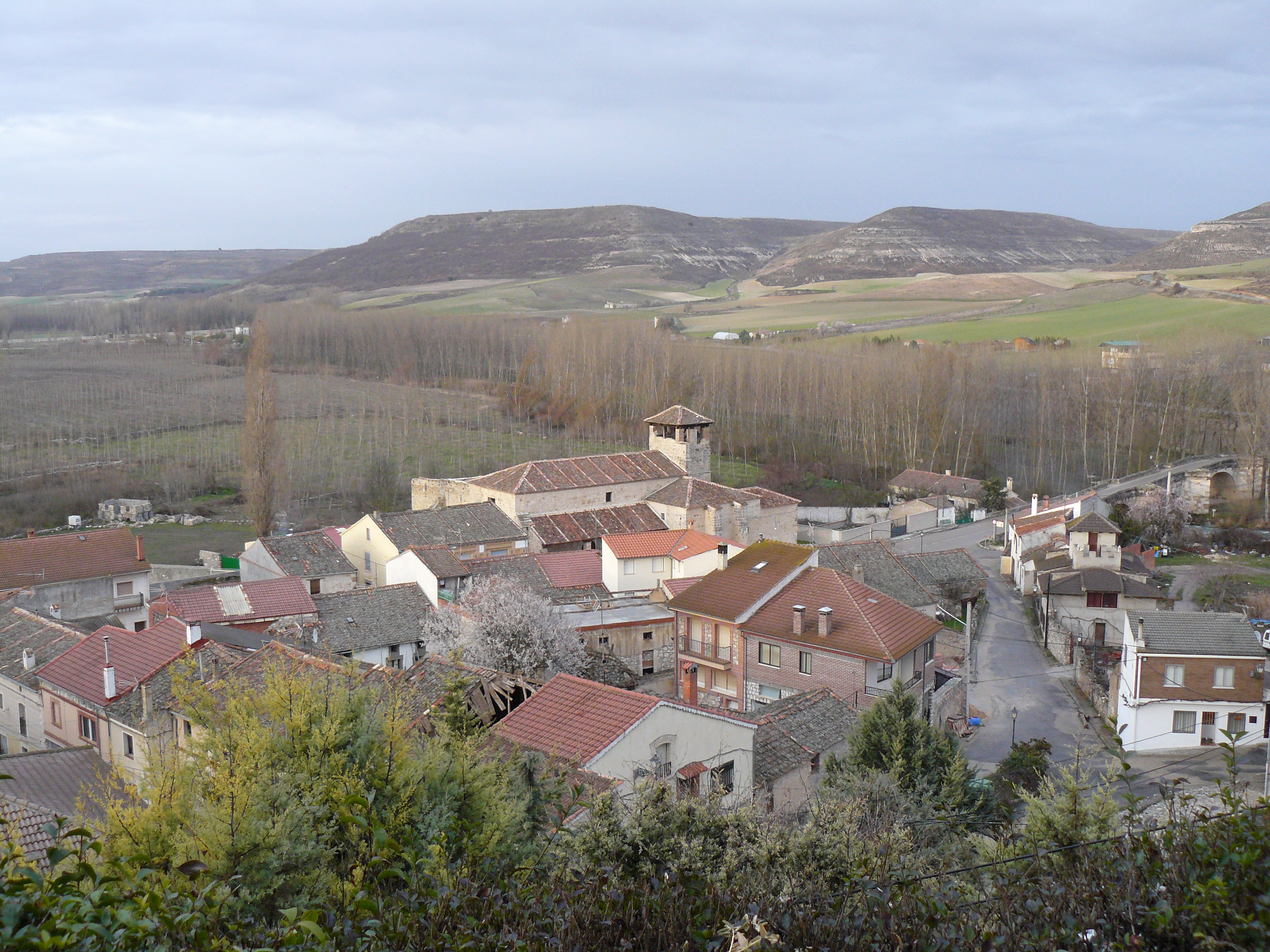
Iglesia de Santa María la Mayor, extramuros

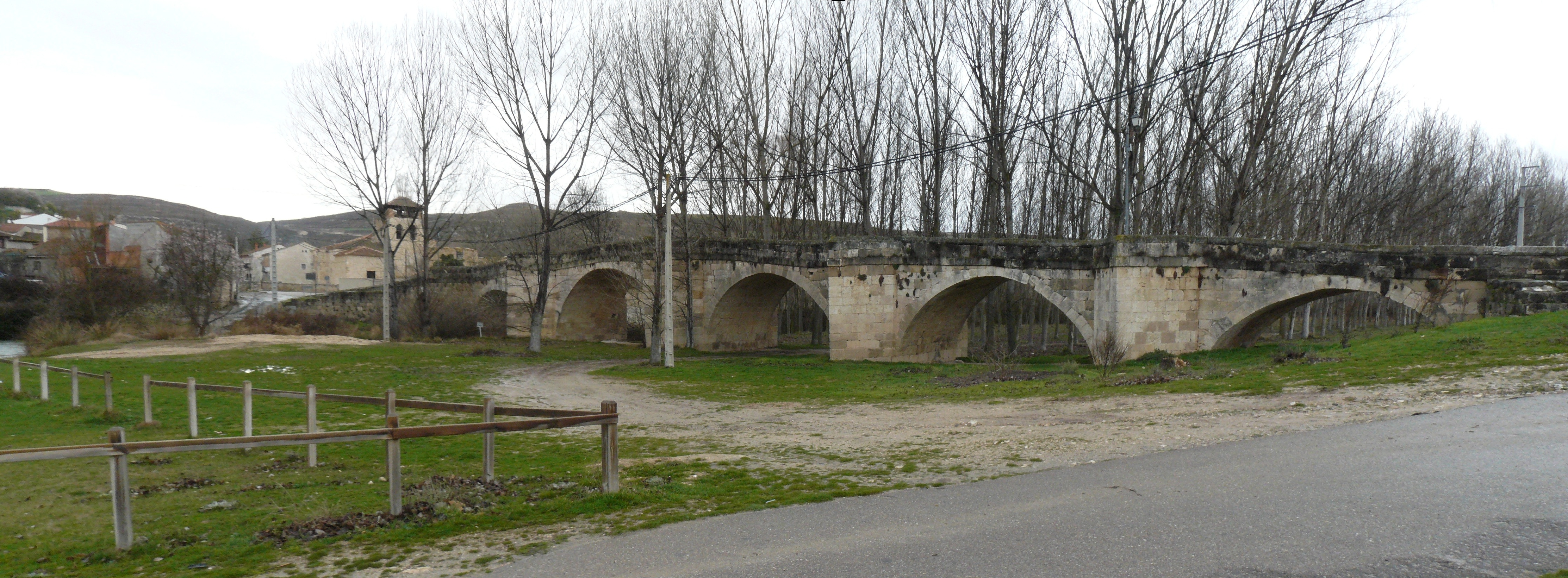
Puente sobre el Duratón, de origen medieval

Toda la villa está declarada Bien de Interés Cultural, en categoría de conjunto histórico. Éste constituye un fiel testimonio de la evolución de una comunidad humana con un pasado cuajado de hechos históricos y personajes relevantes del que se conservan importantes restos, algunos de ellos declarados BIC individualmente:
- Castillo de Fuentidueña. Las ruinas del castillo, cuyo entorno fue declarado BIC por decreto de 22 de abril de 1949, y el recinto murado de la localidad, con tres puertas de acceso la puerta del Palacio, la puerta de la Calzada y la puerta de Alfonso VIII.[12]
- Iglesia de San Martín. Iglesia arruinada que fue declarada BIC por decreto de 3 de junio de 1931.
- Iglesia de San Miguel. Iglesia parroquial de la localidad que fue declarada BIC por decreto de 21 de diciembre de 1995.
- Iglesia de Santa María. Antigua iglesia del arrabal de la villa rehabilitada hace pocos años.
- Hospital de la Magdalena. Edificio arruinado que fue declarado BIC el 16 de junio de 1995.
- Capilla del Pilar. La capilla del palacio de los condes de Montijo, declarada BIC el 9 de mayo de 1996.
- Necrópolis medieval. En la parte superior del recinto amurallado, se encuentra una necrópolis excavada en roca, con sepulturas antropomorfas de cronología medieval.

Asimismo el conjunto conserva un gran puente de piedra y aunque escasos, interesantes ejemplos de arquitectura popular, entre los que cabe destacar el espacio urbano ubicado en la calle nueva con construcciones mixtas de entramado de madera. Asimismo se conservan numerosas piezas armeras, escudos, estelas funerarias medievales y restos de portadas medievales civiles.